# Diplotaxis mediafusca
Diplotaxis mediafusca är en skalbaggsart som beskrevs av Patricia Vaurie 1960. Diplotaxis mediafusca ingår i släktet Diplotaxis och familjen Melolonthidae. Inga underarter finns listade i Catalogue of Life.